# Ratmir Cholmov
Ratmir Dmitrievič Cholmov (in russo Ратмир Дмитриевич Холмов?; Šenkursk, 13 maggio 1925 – Mosca, 18 febbraio 2006) è stato uno scacchista russo (fino al 1991 sovietico). È noto comunemente con la grafia Ratmir Kholmov.
Pur non essendo tra i più famosi grandi maestri sovietici, in quanto partecipò prevalentemente a tornei nei paesi dell'Est, è stato tra i più forti giocatori del ventennio 1950-1970. La valutazione di Chessmetrics lo pone all'ottavo posto al mondo nel 1960/61. Vinse molti tornei in Unione Sovietica e nei paesi dell'Est e fu pari primo con Boris Spasskij e Leonid Štejn nel Campionato sovietico del 1963 (Štejn vinse il play-off).
Ottenne il titolo di Maestro Internazionale nel 1954 e di Grande Maestro nel 1960.

## Principali risultati
- 1946:   vince il torneo di Ždanoviči (Bielorussia);
- 1947:   vince il campionato della Bielorussia con 11,5 /13
- 1949:   vince il campionato della Lituania (lo vincerà altre nove volte nel periodo 1950-1960)
- 1954:   secondo dietro a Vladas Mikėnas nel quadrangolare di Vilnius
- 1956:   pari primo con Juri Averbach a Dresda
- 1957:  secondo a Szczawno-Zdrój, dietro a Efim Geller
- 1958:  vince a Tashkent la semifinale del campionato sovietico, davanti a Korčnoj e Geller
- 1959:  primo a Balatonfüred, davanti a Wolfgang Uhlmann
- 1960:   pari primo con Vasilij Smyslov nel torneo di Mosca
- 1961:   vince a Novgorod la semifinale del campionato sovietico
- 1962:   primo a Kecskemét, davanti a Portisch e Szabo; primo a Bucarest
- 1963:   pari primo con Spasskij e Štejn nel 31º campionato URSS (Štejn vinse il play-off)
- 1964:   secondo-terzo a Soči, dietro a Nikolaj Krogius
- 1967:   primo a Belgrado; secondo a Leningrado dietro a Korčnoj
- 1967:   quarto nel forte torneo di Skopje (vinto da Bobby Fischer)
- 1968:   vince il Capablanca Memorial di L'Avana, davanti a Leonid Stein e Aleksej Suetin
- 1970:   medaglia d'oro di squadra e individuale nel campionato europeo a squadre di Kapfenberg
- 1975:   secondo a Kecskemét, dietro a Károly Honfi
- 1976:   pari primo a Budapest
- 1977:   secondo a Zalaegerszeg, dietro a Evgenij Vasjukov
- 1987:   vince il Campionato di Mosca
- 1991:   secondo a Mosca, dietro a Michail Ivanov
- 1997:   pari primo con Igor Zaichev e Andrey Rytsagov a Mosca (all'età di 72 anni)
- 2000:   pari primo con Tajmanov, Klovans e Černikov nel Campionato del mondo seniores di Rowy (Černikov vinse il play-off).

## Risultati con alcuni Grandi Maestri
Cholmov ottenne un risultato positivo con molti campioni:
| - David Bronštejn: +4 –2 =12 | - Tigran Petrosyan: +3 –1 =8   | - Viktor Korčnoj: +3 –2 =15   |  |
| - László Szabó: +3 –1 =10    | - Andor Lilienthal: +1 –0 =3   | - Evgenij Vasjukov: +11 –5 =9 |  |
| - Borislav Ivkov: +1 –0 =2   | - Igor' Bondarevskij: +2 –0 =2 | - Garri Kasparov: +1 –0 =0    |  |